# اللجنة النرويجية لجائزة نوبل

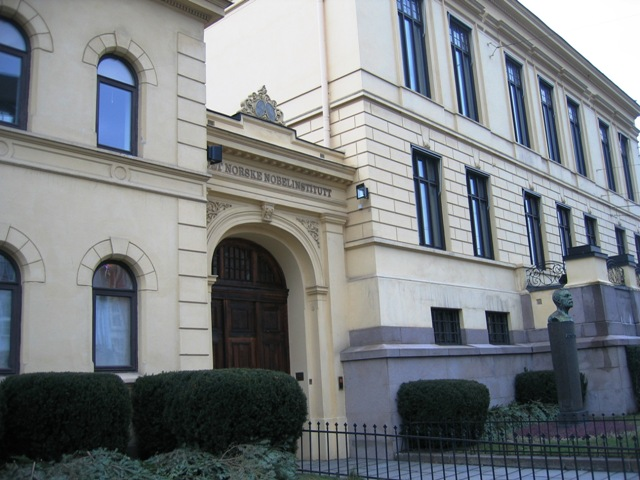
مقر معهد نوبل النرويجي، حيث تعقِد اللجنة اجتماعاتها

اللجنة النرويجية لجائزة نوبل (بالنرويجية: Den norske Nobelkomité وبالإنجليزية: Norwegian Nobel Committee) هي اللجنة المخصصة لإعلان الفائزين بجائزة نوبل للسلام كل عام مناصفة مع الأكاديمية السويدية، وذلك بحسب وصية ألفرد نوبل.
كَلّف ألفرد نوبل البرلمان النرويجي في وصيّته باختيار الفائزين بجائزة نوبل للسلام، وكان ذلك في فترة الاتحاد بين السويد والنرويج. وعلى الرغم من تعيين البرلمان لأعضاء اللجنة، فإنها تُعتبر هيئة خاصة مستقلّة مكلَّفة بمنح جائزة خاصة. كان معظم أعضاء اللجنة في العقود الأخيرة من السياسيين المتقاعدين.
يُمثِّل معهد نوبل النرويجي أمانة اللجنة، حيث تَعقِد اللجنة اجتماعاتها في مبنى المعهد وهو أيضا المكان الذي يتم منه الإعلان عن الفائز. غير أن حفل توزيع الجوائز يُعقد في قاعة مدينة أوسلو (منذ عام 1990).

## التاريخ
تُوفي ألفريد نوبل في ديسمبر 1896، وفي يناير 1897 تم الكشف عن محتويات وصيّته. والتي وَرد فيها أنه ينبغي منح جائزة نوبل للسلام «للشخص الذي قام بأكبر قدر من العمل أو أفضله من أجل تحقيق الأُخوَّة بين الأمم، ومن أجل التخلّص من الجيوش القائمة أو التقليل منها، ولتعزير إقامة مؤتمرات السلام»، وكذلك أن تُمنَح بعض أموال نوبل لهذه الجائزة. تدير مؤسسة نوبل أصول هذه الأموال، وتُمنح جوائز نوبل الأخرى من قِبل الهيئات السويدية (الأكاديمية السويدية، الأكاديمية الملكية السويدية للعلوم، معهد كارولنسكا) التي كانت موجودة بالفعل، في حين وُكِّلت مسؤولية جائزة السلام للبرلمان النرويجي وعلى وجه التحديد «لجنة من خمسة أشخاص منتخَبين». وبالتالي كان من الضروري إنشاء هيئة جديدة هي لجنة نوبل النرويجية.
يقوم معهد نوبل النرويجي الذي أنشئ في عام 1904 بمساعدة لجنة نوبل للسلام، والتي قد تتلقى أكثر من مائة ترشيح سنويّاً، وتطلب من معهد نوبل في شهر فبراير من كل عام إجراء أبحاث حول عشرين مرشحاً. يعمل مدير معهد نوبل أيضاً أمينا للجنة نوبل النرويجية.

## رؤساء اللجنة
قائمة رؤساء اللجنة 
- 1900-1901: برنارد جيتس
- 1901-1922: يورغن لوفلاند
- 1922-1922: هانز ياكوب هورست
- 1922-1941: فريدريك ستانغ
- 1941-1943: غونار يان
- 1944-1945:  لا يوجد
- 1945-1945: كارل يواكيم هامبرو
- 1945-1966: غونار يان
- 1967-1967: نيلس لانغهيله
- 1967-1967: برنت إنجفالدسن
- 1968-1978: أوسه ليوناس
- 1979-1981: يون سانيس
- 1982-1989: إيغل أورفيك
- 1990-1990: جيدسكه أندرسون
- 1991-1999: فرانسيس سيريستاد
- 2000-2002: غونار بيرجه
- 2003-2008: أوله دانبولت ميوس
- 2009-2015: توربيورن ياغلاند
- 2015-2017: كاسي كولمان فيفه
- 2017 إلى الوقت الحاضر: رايس أندرسون

## روابط خارجية
- اللجنة النرويجية لجائزة نوبل – الموقع الرسمي (بالإنجليزية)
- جائزة نوبل – موقع جائزة نوبل (بالإنجليزية)